# Friedrich Magnus von Horn
Friedrich Magnus von Horn (* 1704 in Geldern; † 2. September 1774) war ein Offizier der königlich preußischen Armee, zuletzt Generalmajor und Chef des Infanterie-Regiments „Kronprinz“ (5. Königlich Sächsisches) Nr. 104, das zeitweise als Infanterie-Regiment S 56 geführt wurde.

## Leben
Er trat 1724 in preußische Dienste und wurde 1730 Seconde-Lieutenant beim Infanterie-Regiment Nr. 30 (Thile). Er war bereits bei den Feldzügen am Rhein 1734 und 1735 dabei, so wie später bei den Schlesischen Kriegen, in welchen er 1740 zum Hauptmann, 1748 zum Major, 1751 zum Oberstleutnant und im September 1754 zum Obersten befördert wurde. Er wollte sich schon pensionieren lassen, da er sich bei einer Beförderung übergangen sah. Als aber der Siebenjährige Kriege ausbrach, zog er sein Gesuch zurück.
Im Jahr 1756  gab ihm der König das Infanterie-Regiment S56, das aus dem bei Pirna gefangenen sächsischen Infanterie-Regiment Prinz Friedrich gebildet wurde. Das Regiment wurde als Garnison nach Naumburg an der Saale geschickt. Es löste sich durch Desertation faktisch wieder auf.
Er wurde Kommandant von Wittenberg, doch als der General Kleefeld die Stadt belagern ließ, musste er nach sechs Wochen ehrenvoll kapitulieren. Damit fiel er beim König in Ungnade. Zwar hatte ihn das Kriegsgericht zunächst freigesprochen, der König hatte das Urteil aber nicht anerkannt. In einem neuen Prozess wurde er zu zwei Jahren Festungshaft verurteilt. Auf seine Bitte hin wurde die Haft auf die Zeit nach dem Krieg verschoben. Trotz tapferen Verhaltens während des Krieges wurde er 1763 zwar als Generalmajor, aber ohne Pension entlassen und musste dann seine Strafe antreten. Sein Sohn Christoph trat daraufhin aus der preußischen Armee aus und wechselte zunächst in polnische, kurze Zeit später in dänische Dienste.

## Familie
Seine Eltern waren der Gouverneur von Geldern Magnus Friedrich  von Horn (1640–1712) und dessen zweiter Frau Anna Katharina von Stosch. Er war mit Charlotte Luise von Thile verheiratet, eine Tochter seines ehemaligen Chefs Martin von Thile. Er hatte folgende Kinder:
- Gustav Heinrich
- Christoph Bogislav Friedrich († nach 1800), dänischer Oberstleutnant

⚭ 1765 Elisabeth von Riezkowsky († 1794 in Ottensen)
⚭ 1798 Sophie Georgine Luise von Warnstedt (Deren Tochter Luise (1800–1856) heiratet Friedrich Christoph Dahlmann), Tochter des Kammerherrn Wilhelm von Warnstedt